# Julija Nikolajewna Brasol

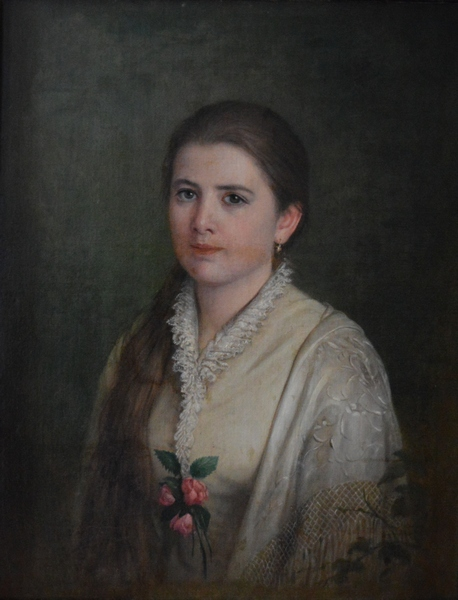
Julija Nikolajewna Brasol (Wincenty Sleńdziński, 1881, Kunstmuseum Lebedyn)

Julija Nikolajewna Brasol-Leontjewa, geboren Dobrosselskaja, (russisch Юлия Николаевна Бразоль-Леонтьева, урожд. Добросельская; * 1856 in Lebedyn, Gouvernement Charkow; † 1919 ebenda) war eine russische Malerin und Bildhauerin.

## Leben
Julija Dobrosselskaja stammte aus der Grundherrn-Familie Dobrosselski im Dorf Gudymowka im Ujesd Lebedyn. Sie absolvierte das Charkower Institut für adlige Mädchen, wo sie auch Malerei-Unterricht genoss. Darauf studierte sie Malerei in Iwan Aiwasowskis Atelier in Feodossija. Bildhauerei studierte sie in St. Petersburg bei den Bildhauern Mark Antokolski und Wladimir Beklemischew. Auch machte sie Praktika bei den Bildhauern Melchior zur Strassen in Leipzig und Giulio Monteverde in Rom.

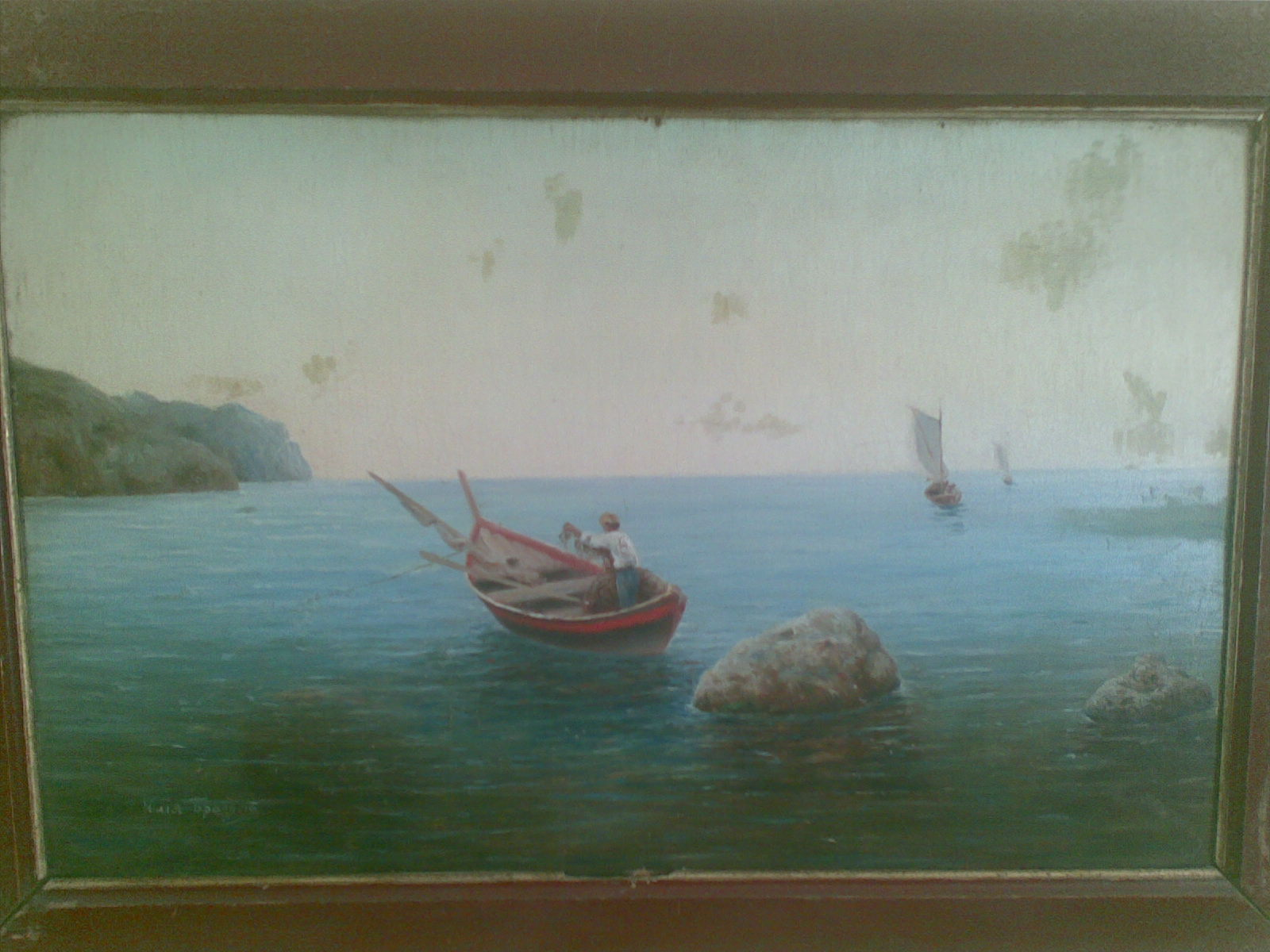
Fischer am Schwarzen Meer (Julija Brasol, Ende des 19. Jahrhunderts, Sammlung der Adelsfamilie Juskewisch, Moskau)

1881 heiratete Dobrosselskaja den Poltawaer Adeligen Lew Jewgenjewitsch Brasol, der 1884 der erste russische Homöopath wurde. Sie bekam 1882 den Sohn Jewgeni, der Adelsanführer wurde und nach dem Bürgerkrieg nach Novi Sad emigrierte, und 1885 den Sohn Boris, der Jurist und Literaturkritiker wurde und nach der Emigration in die USA Vorsitzender der Puschkin-Gesellschaft in Amerika war. Ab 1895 beteiligte sie sich an den Ausstellungen des Ersten Damenkünstlerkreises, der 1882 in St. Petersburg von Pelageja Kuriar gegründet worden war, und ab 1897 an den Ausstellungen der St. Petersburger Gesellschaft der Künstler. Sie wurde 1898 Gründungsmitglied der Gesellschaft für die Herausgabe allgemeinverständlicher billiger Bücher. Auf der Weltausstellung Paris 1900 erhielt sie eine Ehrenurkunde für ihren Bronze-Kandelaber und die Budjak-Skulptur. Eine Goldmedaille erhielt sie auf der Ausstellung in Reims 1903 für ihr Basrelief Zwei Köpfe. Sie ließ sich 1904 von ihrem Mann scheiden. Sie schuf im selben Jahr eine Skulptur zu Nikolai Gogols Die toten Seelen und 1905 Porträt-Skulpturen von Lew Lagorio und Stepan Makarow.

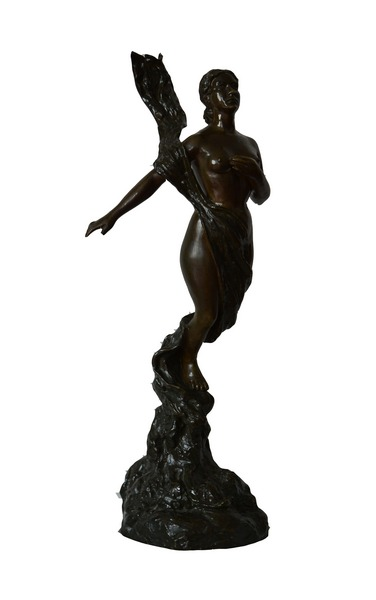
Aurora (Julija Brasol, 1910er Jahre, Bronze, Kunstmuseum Lebedyn)

Julija Brasol heiratete 1906 den Kapitän 1. Ranges Alexander Alexandrowitsch Leontjew. Sie lebte in St. Petersburg auf der Wassiljewski-Insel, in der nahen Siedlung Mustamäki im Großfürstentum Finnland und auf dem Landgut ihres Mannes im Dorf Rjabuschki im Ujesd Lebedyn. Mit ihrem Mann unternahm sie Reisen in den Nahen Osten, nach Nordafrika und nach Ost- und Südostasien. Ihre vielfältigen Reiseeindrücke in der Sloboda-Ukraine, auf der Krim und in den ferneren Ländern hielt sie in ihren zahlreichen Zeichnungen und Aquarellen fest.
Nach der Oktoberrevolution wurde im März 1919 ein wesentlicher Teil der Werke Brasols beschlagnahmt und dem Kunstmuseum Lebedyn übergeben. Ein Teil der Werke verscholl im Deutsch-Sowjetischen Krieg.
Brasol starb 1919 in Lebedyn. Nach Ansicht Lebedyner Heimatforscher war sie mit ihrem Mann erschossen worden.
Seit November 1988 führt das Kunstmuseum Lebedyn Brasol-Gedenkausstellungen durch.